# Magarci
Magarci (lat.Equus (Asinus)), podrod u rodu konja (Equus) koji danas obuhvaća nekoliko preživjelih vrsta, to su Equus asinus ili afrički divlji magarac, Equus hemionus ili azijski divlji magarac i Equus kiang. postoji i nekoliko podvrsta magaraca od kojih je jedna i domaći magarac ili Equus asinus f. asinus (Equus africanus asinus).
Neke vrste i podvrste divljih magaraca su nestale, to su onager ili Equus calobatus, Equus cumminsii, Equus hydruntinus ili europski magarac i Equus tau.
Od afričkog divljeg magarca razvile su se i podvrste Equus asinus somalicus (somalijski divlji magarac) i Equus asinus africanus ili nubijski divlji magarac
- magarci
- Arapin s magarcem u Jeruzalemu
- Hopi Indijanaca iz Oraibija s magarcem

## Vanjske poveznice
|  | Zajednički poslužitelj ima još gradiva o temi Asinus |
|  | Wikivrste imaju podatke o taksonu Asinus             |